# فرودگاه کورساره
فرودگاه کورساره  (به انگلیسی: Kuressaare Airport) (به زبان بومی: Kuressaare lennujaam) یک فرودگاه همگانی با کد یاتا URE است که یک باند فرود آسفالت دارد و طول باند آن ۲۰۰۰ متر است. این فرودگاه در شهر کورساره و در کشور استونی قرار دارد و در ارتفاع ۴ متری از سطح دریا واقع شده است.